# Uniroyal International Championship
O Uniroyal International Championship, então patrocinado pela empresa Uniroyal, foi um torneio de golfe no circuito europeu da PGA.
Foi disputado apenas duas vezes, em 1976, sob o nome Uniroyal International e o golfista inglês Tommy Horton foi o vencedor, e no ano seguinte, em 1977, assim que o termo "Championship" fora acrescentado ao nome do torneio, o atleta espanhol Seve Ballesteros sagrou-se campeão.

## Campeões
| Ano  | Campeão          | País       | Pontuação | Par | Margem de vitória | Vice-campeão  |
| ---- | ---------------- | ---------- | --------- | --- | ----------------- | ------------- |
| 1977 | Seve Ballesteros | Espanha    | 276       | −12 | Playoff           | Nick Faldo    |
| 1976 | Tommy Horton     | Inglaterra | 277       | −11 | 1 tacada          | Martin Foster |